# Polk Salad Annie
Polk Salad Annie ist ein Swamp-Rock-Song, der 1968 von Tony Joe White geschrieben wurde. 

## Inhalt
Das Stück erzählt die Geschichte einer armen Familie aus Louisiana, die sich kaum etwas zu essen leisten kann. Weil die meisten Familienmitglieder Taugenichtse sind (der Vater ist faul und beklagt sich über ein Rückenleiden, ihre Brüder stehlen Wassermelonen von einem Truck, und ihre Mutter ist eine niederträchtige Frau, die in einer Strafkolonie arbeitet), muss Annie die Familie versorgen. 
Annie ist ein starkes Mädchen, das „die Alligatoren zahm aussehen lässt“. Jeden Nachmittag zieht sie aus, um auf den Feldern Polk Salad zu sammeln. Diesen schleppt sie in einem Sack nach Hause und kocht ihn, denn das ist so ungefähr alles, was sie zum Abendessen haben.

## Entstehung
Der in Louisiana geborene Sänger und Songwriter Tony Joe White machte die USA mit dem Polk Salad bekannt. Dieser wird aus den Blättern der Kermesbeere (engl. pokeweed) hergestellt, ist aber nicht in Lebensmittelgeschäften zu finden, da seine Blätter giftig sind. Um sie essbar zu machen, müssen sie vorher abgekocht werden. 
Der in Oak Grove in unmittelbarer Nähe zum Mississippi River aufgewachsene White beschrieb in einem Interview, dass in dieser Gegend viele Mädchen burschikos wie die im Lied beschriebene Annie seien und sie so stellvertretend für diese stehe.
Ferner sagte der auf einer Baumwollfarm aufgewachsene White, dass er selbst öfter Polk Salad esse: „Es wächst wild und man kann es zu einer bestimmten Jahreszeit pflücken und kochen wie anderes Grünzeug. Meine Mutter erzählte uns, dass es Eisen und andere Dinge enthält, die für uns Kinder gut seien, weshalb wir es damals gerne aßen. Noch heute esse ich es jeden Frühling.“

## Coverversionen
White, der zu Beginn seiner Musikerlaufbahn häufig Lieder seines Idols Elvis Presley spielte, war sehr angetan davon, dass Presley wiederum seinen eigenen ersten Hit Polk Salad Annie ins Programm aufgenommen hatte. Darüber hinaus lud Presley White, der zu jener Zeit in Memphis lebte, zu seiner Konzertreihe in Las Vegas 1970 ein, wo die beiden Musiker sich nach den Shows noch oft unterhielten und Presley White darum bat, ihm einige Blues-Nummern vorzuspielen. 
Der Song gehörte zeitweise zum festen Programm von Presleys Konzerttourneen der 1970er Jahre und wurde auf mehreren Schallplatten veröffentlicht. Außerdem gehörte es zum Bestandteil der beiden Elvis-Presley-Dokumentationsfilme Elvis – That’s the Way It Is und Elvis on Tour.
Weitere Coverversionen des Stücks wurden unter anderem aufgenommen von Clarence Reid (erste Coverversion von 1969), Sleepy LaBeef, Joe Dassin, Tom Jones, Little Tony und der Berliner Band The BossHoss.